# Comités Jeanne

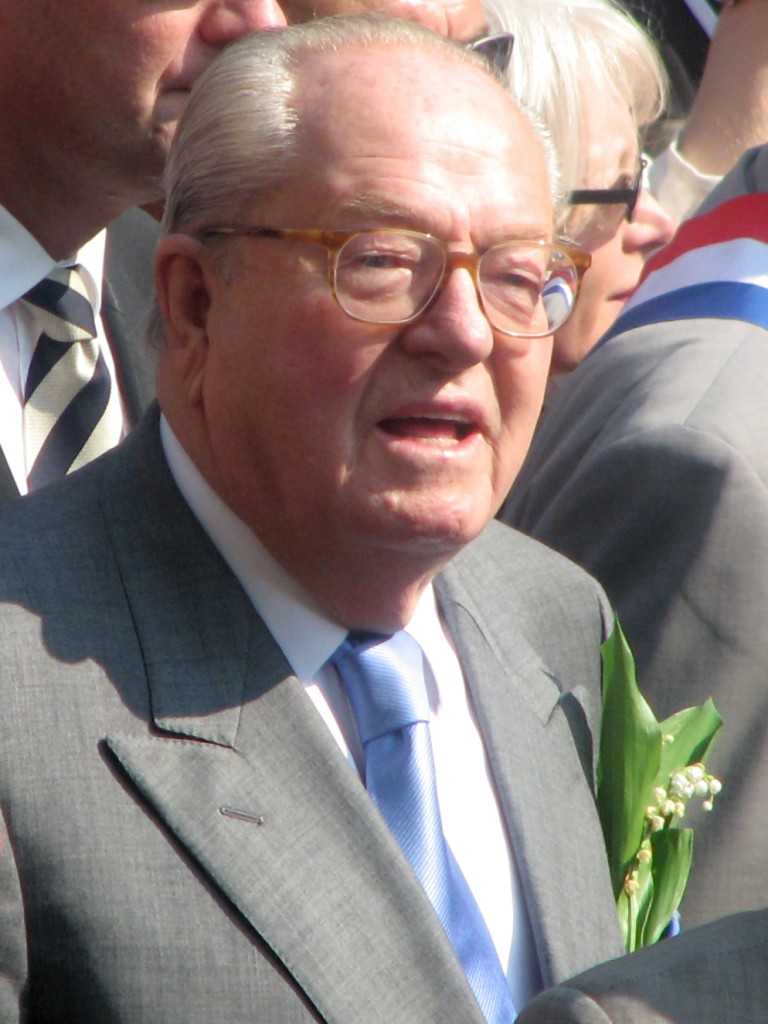
Comités Jeanne fue fundado y dirigido por Jean-Marie Le Pen

Comités Jeanne (en francés: Comités Jeanne) es un partido político francés de extrema derecha fundado por Jean-Marie Le Pen tras su exclusión del Frente Nacional en 2015.

## Historia
Jean-Marie Le Pen, fundador y líder del partido Frente Nacional (FN) en Francia, fue inicialmente suspendido del partido en mayo de 2015 después de afirmar que el Holocausto fue "un detalle de la historia". Después de que Le Pen impugnara con éxito la suspensión en los tribunales, se celebró un congreso extraordinario del partido en agosto de 2015 y fue expulsado del partido.
Tras considerar la creación de un "encuentro azul-blanco-rojo" para "actuar en la misma dirección que el Frente Nacional" sin pertenecer necesariamente a él, anunció, en marzo de 2016, la creación de los Comités Jeanne, que llevan el nombre de Juana de Arco, cuyo lema es "¡Jeanne, au secours!" ("Juana, ayuda!" en español), para pesar en la línea política del FN, y tenía previsto presentar candidatos bajo esta etiqueta en las elecciones legislativas de 2017, incluso frente a candidatos del FN.
Hizo un llamado a los simpatizantes a votar por el FN en las elecciones regionales de 2015 e indicó que su entidad recaudadora de fondos "Cotelec" había prestado seis millones de euros al FN para la campaña presidencial de 2017.
El 17 de noviembre de 2016, un tribunal de justicia de Francia convalidó la exclusión de Jean-Marie Le Pen del Frente Nacional sin cuestionar su condición de presidente honorario, conservando así su derecho a ser convocado a todas las reuniones del partido.
El presidente del partido fue Jean-Marie Le Pen desde la fundación hasta su fallecimiento en 2025. Lorrain de Saint Affrique es secretario general de la formación desde 2016.
Para las elecciones presidenciales francesas de 2017, Jean-Marie Le Pen dijo oficialmente que apoyaba la candidatura presidencial de su hija Marine Le Pen. Para las elecciones legislativas francesas de 2017, los Comités Jeanne hicieron una alianza con el Partido de Francia, el Instituto Civitas, la Liga del Sur  y SIeL.
En 2018, el fundador y líder del partido, Jean-Marie Le Pen, se unió al partido político europeo de extrema derecha Alianza por la Paz y la Libertad como "presidente honorario". Posteriormente, los Comités Jeanne se unieron al partido como miembro asociado. Le Pen se mantuvo como eurodiputado hasta las elecciones al Parlamento Europeo de 2019, donde apoyó a la Agrupación Nacional.
Durante las elecciones municipales de 2020, los Comités Jeanne obtienen algunos concejales, en particular en Ronchamp y en Taverny.

## Ideología
Los comentaristas políticos franceses han colocado a los Comités Jeanne en la extrema derecha del espectro político. El partido defiende una retórica nacionalista que es incondicionalmente antiglobalista, antisionista y antiinmigración. El partido también es euroescéptico, y se opone a una mayor integración europea buscando mantener y preservar la soberanía de Francia.